# Титово (Волоколамский район)
Титово — деревня в Волоколамском районе Московской области России. Входит в состав сельского поселения Осташёвское. Население — 1 чел. (2010).

## География
Деревня Титово расположена на западе Московской области, в юго-западной части Волоколамского района, примерно в 19 км к югу от города Волоколамска, на берегу Рузского водохранилища.
На территории зарегистрировано садовое товарищество. Ближайшие населённые пункты — деревни Середниково, Дерменцево, Соколово и Игнатково.

## Население
| 1852 | 1859 | 1926 | 2002 | 2006 | 2010 |
| ---- | ---- | ---- | ---- | ---- | ---- |
| 78   | ↗80  | ↘49  | ↘0   | →0   | ↗1   |

## История
В «Списке населённых мест» 1862 года Титово — владельческая деревня 2-го стана Можайского уезда Московской губернии по правую сторону Волоколамского тракта из города Можайска, в 40 верстах от уездного города, при реке Рузе, с 11 дворами и 80 жителями (34 мужчины, 46 женщин).
По данным 1890 года входила в состав Осташёвской волости Можайского уезда, число душ мужского пола составляло 34 человека.
В 1913 году — 18 дворов.
1917—1929 гг. — деревня Осташёвской волости Волоколамского уезда.
По материалам Всесоюзной переписи 1926 года — деревня Середниковского сельсовета Осташёвской волости Волоколамского уезда, проживало 49 жителей (21 мужчина, 28 женщин), насчитывалось 12 крестьянских хозяйств.
С 1929 года — населённый пункт в составе Волоколамского района Московского округа Московской области. Постановлением ЦИК и СНК от 23 июля 1930 года округа как административно-территориальные единицы были ликвидированы.
1929—1939 гг. — деревня Бражниковского сельсовета Волоколамского района.
1939—1954 гг. — деревня Бражниковского сельсовета Осташёвского района.
1954—1957 гг. — деревня Осташёвского сельсовета Осташёвского района.
1957—1963 гг. — деревня Осташёвского сельсовета Волоколамского района.
1963—1964 гг. — деревня Осташёвского сельсовета Волоколамского укрупнённого сельского района.
1964—1965 гг. — деревня Тереховского сельсовета Волоколамского укрупнённого сельского района.
1965—1973 гг. — деревня Тереховского сельсовета Волоколамского района.
1973—1988 гг. — деревня Осташёвского сельсовета Волоколамского района.
23 июня 1988 года деревня ликвидирована и снята с учёта.
28 октября 1998 года восстановлена на территории Осташёвского сельского округа Волоколамского района. Постановлением Правительства Российской Федерации от 25 января 1999 года вновь образованной деревне присвоено наименование Титово.
1998—2006 гг. — деревня Осташёвского сельского округа Волоколамского района.
С 2006 года — деревня сельского поселения Осташёвское Волоколамского муниципального района Московской области.